# Tex Fletcher

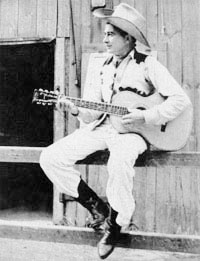
Tex Fletcher

Tex Fletcher (* 17. April 1910 als Geremino Bisceglia in Harrison, Westchester County, New York; † 14. März 1987 in Newburgh, New York) war ein US-amerikanischer Schauspieler und Countrysänger. Seine Titel wurden von Künstlern wie Gene Autry oder Ernest Tubb aufgenommen.

## Leben

### Kindheit und Jugend
Tex Fletcher war der Sohn italienischer Einwanderer. Er war das fünfte von acht Kindern der Eltern Michael und Josephine. Als kleiner Junge lernte der Linkshänder das Gitarrenspiel. Mit 15 Jahren verließ er seine Heimatstadt und reiste mit einem Zirkus durch die USA und Kanada. Danach ließ er sich in South Dakota nieder, wo er den Umgang mit Pferden lernte und Cowboy wurde.

### Anfänge
Nachdem er Anfang der 1930er in seinen Heimatstaat New York zurückgekehrt war, wurde er unter anderem 1933 Mitglied der Rex Cole’s Mountaineers und bekam einen Job bei dem kleinen Radiosender WFAS in White Plains. Dort trat er im Programm als „Singing Cowboy“ auf. Ein Talent-Scout aus Hollywood hörte sein Radioprogramm und engagierte ihn für acht Westernfilme. Seine erste Rolle bekam er in Down On The Barn, gefolgt von Emmerson’s Mountaineers. Doch schon der erste Film, in dem er die Hauptrolle spielte, Six-Gun Rhythm, wurde nicht veröffentlicht, da die Vertriebsfirma geschlossen wurde. Fletcher nahm eine Kopie des Films und zog durch den Nordosten der USA von Kino zu Kino, um seinen Film zu vermarkten. Für gewöhnlich ging er vor der Vorstellung auf die Bühne und sang ein paar Lieder, ließ dann den Film vorführen und gab anschließend Autogramme. Begleitet wurde er dabei von seinem Freund Tex Ritter. Obwohl er weitere Angebote von der Filmindustrie bekam, drehte er vorerst keinen Film mehr. Als die USA in den Zweiten Weltkrieg eintraten, wurde er zur Armee einberufen.

### Karriere
Nachdem er aus der Armee entlassen worden war, versuchte er sich noch einmal als Sänger und Schauspieler – mit Erfolg, wie sich später herausstellen sollte. Er trat nun wieder in Radiosendern auf, spielte in zahlreichen Western mit und veröffentlichte bei Decca Records regelmäßig Platten. 1950 schloss er sich der Autorenvereinigung ASCAP an. Seine größten Erfolge sind unter anderem Pearl and Wine, Lyin’ Lips und The Wall You Build. Er trat hin und wieder auch in der Grand Ole Opry, der bekanntesten Radiosendung Amerikas, und im Fernsehen auf. Er gründete seine eigene Plattenfirma, das Dakota Label, bei dem er später auch seine Platten veröffentlichte. Sein letztes Album veröffentlichte er 1964.

### Privatleben und Tod
1947 heiratete er die Krankenschwester Ada Mae Henkel Fletcher (1924–2003), mit der er fünf Kinder hatte. Sein Sohn George ist ebenfalls Musiker. Tex Fletcher starb am 14. März 1987 im Alter von 78 Jahren.

## Diskografie

### Singles
- 1937: Mistook In The Woman I Loved / The Poor Blind Child
- 1937: The Border Affair / I’m Going Back To Red River Valley

### Alben
- 1956: Western Roundup
- 1957: On Hall The Trail
- 1964: Double–Glo Holiday Hootenanny